# Mus'ab Hasan Yusuf
Muṣʿab Ḥasan Yūsuf (in arabo مصعب حسن يوسف‎?; Ramallah, 5 maggio 1978) è un agente segreto di antiterrorismo islamico, palestinese con cittadinanza palestinese, figlio di uno dei capi fondatori di Hamas; ha lavorato sotto copertura per il servizio interno di sicurezza israeliano Shin Bet dal 1997 al 2007..
È considerato la più importante risorsa nella storia dello Shin Bet, avendoli aiutati a prevenire dozzine di attentati suicidi.
Nel 2005 si è convertito al cristianesimo, nel 2007 ha chiesto asilo politico negli Stati Uniti, ottenendolo nel 2010.

## Biografia
Muṣʿab Ḥasan Yūsuf è nato a Ramallah, città a 10 chilometri a nord di Gerusalemme. 
È il maggiore di 5 fratelli e 3 sorelle; è il primogenito dello sceicco Hasan Yusuf, uno dei fondatori del movimento fondamentalista Hamas. 
Da giovane voleva diventare un guerrigliero palestinese, come ci si aspettava dai suoi coetanei nella Cisgiordania.
Yousef fu arrestato per la prima volta durante la Prima Intifada, per aver lanciato pietre contro i coloni israeliani. Fu ulteriormente arrestato e imprigionato da Israele molte volte. 
Essendo il figlio maggiore, era visto come successore di suo padre, divenne una parte importante dell'organizzazione di Hamas. 
I dubbi di Yousef sull'Islam e Hamas hanno cominciato a formarsi quando realizzò la brutalità di Hamas, che usa la vita e la sofferenza dei civili e dei bambini per raggiungere i propri obiettivi. 
Nel 1996, mentre era in una prigione israeliana, fu interrogato da un membro dello Shin Bet; in seguito definì l'interrogatorio molto più umano del modo in cui Hamas interrogava i sospettati di collaborazionismo. Accettò di lavorare per Israele.

## Carriera
Per non destare sospetti di collaborazione, lo Shin Bet inscenò un tentativo di arresto, dicendo alle Forze di Difesa Israeliane di avviare un'operazione per catturarlo. 
Dopo quasi un anno passato in prigione, per non destare sospetti, Muṣʿab si avvicinò alle alte sfere di Hamas, che lo vedevano come l'erede di Hasan Yusuf. 
Lo Shin Bet gli diede il nome in codice "Green Prince" ("verde" per il colore del movimento islamico e "principe" per il fatto che era figlio di uno dei capi del movimento); lui gli passò numerose informazioni, utili a sventare attentati. 
Inoltre contribuì alla cattura del capo di Fatah in Cisgiordania, Marwan Barghuthi. 
Secondo l'ufficiale dello Shin Bet con cui era in contatto, "molta gente gli deve la vita senza neanche saperlo".

## Conversione e richiesta d'asilo
Secondo il suo racconto, Yousef incontrò un missionario britannico nel 1999; costui gli presentò il cristianesimo. Tra il 1999 e il 2000, Yousef lo ha gradualmente abbracciato. 
Nel 2005 fu segretamente battezzato, a Tel Aviv, da un cristiano non identificato. 
Nel 2007 decise di non lavorare più per lo Shin Bet. Lasciò la West Bank per gli Stati Uniti nel 2007; visse a San Diego, in California, dove si unì alla Barabbas Road Church. Nell'agosto 2008 rivelò pubblicamente la sua storia, venendo ripudiato dalla sua famiglia. 
Attualmente vive a San Diego, in California.

## Autobiografia
Nel marzo 2008 ha pubblicato la sua biografia Il figlio di Hamas - Dall'intifada ai servizi segreti israeliani, pubblicata in Italia nel 2011 da Gremese Editore. Dalla biografia è tratto il documentario The Green Prince, presentato nel 2014 al Sundance Film Festival.

### Intervento alle Nazioni Unite
Nel 2017 ha fatto scalpore il suo intervento alle Nazioni Unite. 
Intervenuto tramite l'appoggio di una Organizzazione non governativa, ha accusato l'Autorità Palestinese di essere mandante dell'odio nel West Bank, di essere responsabile dei problemi che imputano a Israele, di essere i veri nemici dello Stato Palestinese.
I address my words to the Palestinian Authority, which claims to be the “sole legitimate representative” of the Palestinian people.
I ask: where does your legitimacy come from?
The Palestinian people did not elect you, and they did not appoint you to represent them.
You are self-appointed.
Your accountability is not to your own people. This is evidenced by your total violation of their human rights.
In fact, the Palestinian individual and their human development is the least of your concerns.
You kidnap Palestinian students from campus and torture them in your jails. You torture your political rivals. The suffering of the Palestinian people is the outcome of your selfish political interests. You are the greatest enemy of the Palestinian people.
If Israel did not exist, you would have no one to blame. Take responsibility for the outcome of your own actions.
You fan the flames of conflict to maintain your abusive power.
Finally, you use this platform to mislead the international community, and to mislead Palestinian society, to believe that Israel is responsible for the problems you create.»
Infatti, lo sviluppo umano ed i palestinesi come persone, sono le vostre ultime preoccupazioni.
Rapite gli studenti palestinesi dai campus e li torturate nelle vostre galere. Torturate i vostri rivali politici. La sofferenza del popolo palestinese è il risultato dei vostri egoistici interessi politici. Voi siete il più grande nemico del popolo palestinese. Se Israele non esistesse, non avreste nessuno da incolpare. Assumetevi la responsabilità delle vostre azioni, alimentate le fiamme del conflitto per mantenere il vostro potere abusivamente. Infine, usate questa piattaforma per indurre in errore la comunità internazionale e ingannare la società palestinese, per far credere che Israele sia responsabile dei problemi che voi stessi avete creato.»
(Ginevra - 25 Settembre (2017))